# J-Dog
Джорел Деккер (англ. Jorel Decker; рід. 1 травня 1984, Лос-Анджелес, США, найбільш відомий під своїм сценічним псевдонімом J-Dog) - учасник реп-кор - групи Hollywood Undead.
В Hollywood Undead виступає з моменту створення групи, виконуючи свій уривок у багатьох піснях і граючи на гітарі і на фортепіано (приклади: Young; From the Ground). Псевдонім J-Dog (JD) розшифровується як Jorel Decker. J-Dog зазвичай виконує куплети в серйозних піснях. У першій пісні Hollywood Undead, «The Kids» J-Dog виконує куплет. Джорел виконує всі куплети в треках From the Ground і Nobody's Watching. Написав і спродюсував пісню Outside альбому Notes From The Underground. На одному з концертів на очах у публіки зробив пропозицію своїй дівчині, з якою зустрічався п'ять років.

## Маска
- З 2005 по 2007: бежева хокейна маска з округлими вирізами для очей. Рот заклеєний доларом, на щоках безформні червоні плями - «синці».
- З 2008-2009: Біла більш рельєфна маска, прорізи для очей звузилися. Під очима - бризки крові, на роті - кривавий долар.
- З 2011 року у J-Dog'a біла маска з сірими, «обвугленими» плямами. Очі «випалені», світяться, на роті - однодоларова банкнота.
- З 2013 у нього маска білого кольору, з фільтрами від протигаза на щоках. Замість купюри, на роті намальований знак долара. Так само на лобі з'явилося зображення Всевидючого Божого Ока. Очі випалені і світяться червоним.
- 2015: - Очі «випалені» з більшим рахунком, під очима - синці, знак долара намальований. На лобі напис «UNDEAD» і Всевидяче Око.
- У 2017 році маска, так само як і в інших учасників, має три варіанти забарвлення: чорно-золота (чорна маска, золоті сльози і знак долара), синьо-срібна (срібна маска, сині сльози і знак долара) і червоно-біла (червона маска, білі сльози і знак долара)

## Дискографія

### В складі Hollywood Undead
- 2008: Swan Songs
- 2009: Swan Songs B-Sides EP
- 2009: Desperate Measures
- 2010: Swan Songs Rarities EP
- 2011: American Tragedy
- 2011: American Tragedy Redux
- 2013: Notes from the Underground
- 2015: Day of the Dead
- 2017: Five